# Spedizione bizantina in Calabria (788/789)
Verso la fine del 788 o all'inizio del 789, l'Impero bizantino invase l'Italia meridionale nel tentativo di staccare il regno dei Longobardi dalla dominazione franca e di rimettere sul trono il re esiliato Adelchi. L'esercito di spedizione, sostenuto dal thema siciliano, fu sconfitto in una grande battaglia da una forza combinata di Longobardi e Franchi al comando del duca Grimoaldo III di Benevento.
La causa della guerra fu il fallimento, nel 788, del progetto matrimoniale tra l'imperatore Costantino VI, ancora sotto la reggenza della madre Irene, e Rotrude, figlia del re franco Carlo Magno. Dopo la guerra, le relazioni tra i due imperi furono ristabilite solo nel 797.

## Data
Secondo gli Annales Regni Francorum, nel 788 "ci fu una guerra tra i Greci e i Longobardi". Teofane Confessore colloca il conflitto nell'anno 6281 del calendario bizantino, che iniziò il 1° settembre 788 e terminò il 31 agosto 789. Gli studiosi generalmente datano l'invasione al 788, in accordo con gli Annales. Secondo Tibor Živković, la spedizione probabilmente ebbe luogo non prima del dicembre 788, dato che la rottura definitiva delle relazioni franco-bizantine avvenne nell'ottobre 788 e il matrimonio di Costantino VI con Maria di Amnia nel novembre, e non oltre la primavera del 789. Warren Treadgold ritiene che la spedizione sbarcò in Italia nel novembre del 788, programmato "subito dopo" il matrimonio di Costantino. Judith Herrin lo colloca nel 789.
Fonti bizantine e franche concordano sul fatto che la causa della guerra fu l'annullamento del fidanzamento tra Rotrude, figlia di Carlo Magno, e Costantino VI. Sono in disaccordo sull'iniziativa per l'annullamento, con Teofane che attribuisce ciò a Irene, mentre gli Annales a Carlo Magno. Lo storico Roger Collins accetta il resoconto franco, che fa della spedizione bizantina una rappresaglia per l'annullamento dell'alleanza matrimoniale da parte di Carlo Magno.

## Comandanti e contingenti
La forza di spedizione bizantina era sotto il comando del sakellarios Giovanni e dell'esule longobardo Adelchi. Giovanni era un eunuco che aveva comandato l'esercito contro l'invasione abbaside dell'Asia Minore nel 781. Adelchi, chiamato Teodoto da Teofane, era stato co-re dei Longobardi con suo padre Desiderio prima della conquista del regno da parte di Carlo Magno nel 774. Egli continuò a essere riconosciuto come re legittimo dal governo bizantino. Se la spedizione fosse stata coronata da successo, avrebbe potuto tornare a governare in Italia sotto un protettorato bizantino.
Nelle parole di Teofane, lo scopo della spedizione era "di tenere a bada Carlo, se possibile, e di staccare alcuni uomini da lui". Oltre a inviare una forza di spedizione, Irene ordinò a Teodoro, lo stratego del thema di Sicilia, di fornire supporto all'invasione. Teofane dice che Teodoro era "con loro" durante la battaglia.
I Longobardi erano guidati dal duca Grimoaldo III di Benevento e dal duca Ildebrando di Spoleto. Un contingente di Franchi comandato da Guinigisio I fu inviato, secondo le parole degli Annales, "per supervisionare tutto ciò che [i Longobardi] facevano". Le forze franche erano probabilmente esigue. Il comandante effettivo era Grimoaldo, che combatté lo zio. Questo era stato ostaggio di Carlo Magno per la buona condotta di suo padre, Arechi II. Il fratello maggiore Romualdo e il padre morirono improvvisamente a distanza di poche settimane l'uno dall'altro nel 788. Carlo Magno liberò Grimoaldo con la promessa che la sovranità franca sarebbe stata riconosciuta a Benevento, anche su carte e monete.

## Battaglia e conseguenze
I Bizantini sbarcarono in Calabria e marciarono verso il confine con il ducato di Benevento. La battaglia principale ebbe luogo in Calabria, vicino alla frontiera. Gli Annales attribuiscono la vittoria ai Franchi e ai Longobardi. Teofane descrive Giovanni come il comandante "sconfitto dai Franchi". Fu catturato in battaglia e "messo a morte crudele". In una lettera datata 790, Alcuino di York, confidente di Carlo Magno, scrisse a Colcu di Clonmacnoise che i bizantini "fuggirono sulle loro navi" dopo la loro sconfitta, avendo perso 4 000 uomini e 1 000 vennero catturati. Fu recuperato anche un consistente bottino. Il destino finale di Adelchi è sconosciuto. Dopo la sua sconfitta, egli scompare dalle cronache storiche.
Dopo la battaglia non si hanno notizie di contatti diplomatici tra le due potenze, fino a quando Costantino VI non inviò lo strategos di Sicilia, Niceta, in ambasciata ad Aquisgrana nel 797. Probabilmente lo scopo di tale ambasciata era la liberazione dei prigionieri. Uno di questi, non ancora liberato all'epoca, era Sisinnios, fratello maggiore del patriarca Tarasio di Costantinopoli. Secondo gli Annales, nel 798, dopo la morte di Costantino, Irene ne negoziò la liberazione.